# Pneophyllum
Pneophyllum Kützing, 1843  é o nome botânico  de um gênero de algas vermelhas pluricelulares da família Corallinaceae, subfamília Mastophoroideae.

## Espécies
Apresenta 18 espécies taxonomicamente válidas, entre elas:
- Pneophyllum fragile Kützing 1843
- Lista de espécies do gênero Pneophyllum